# Strandängarna

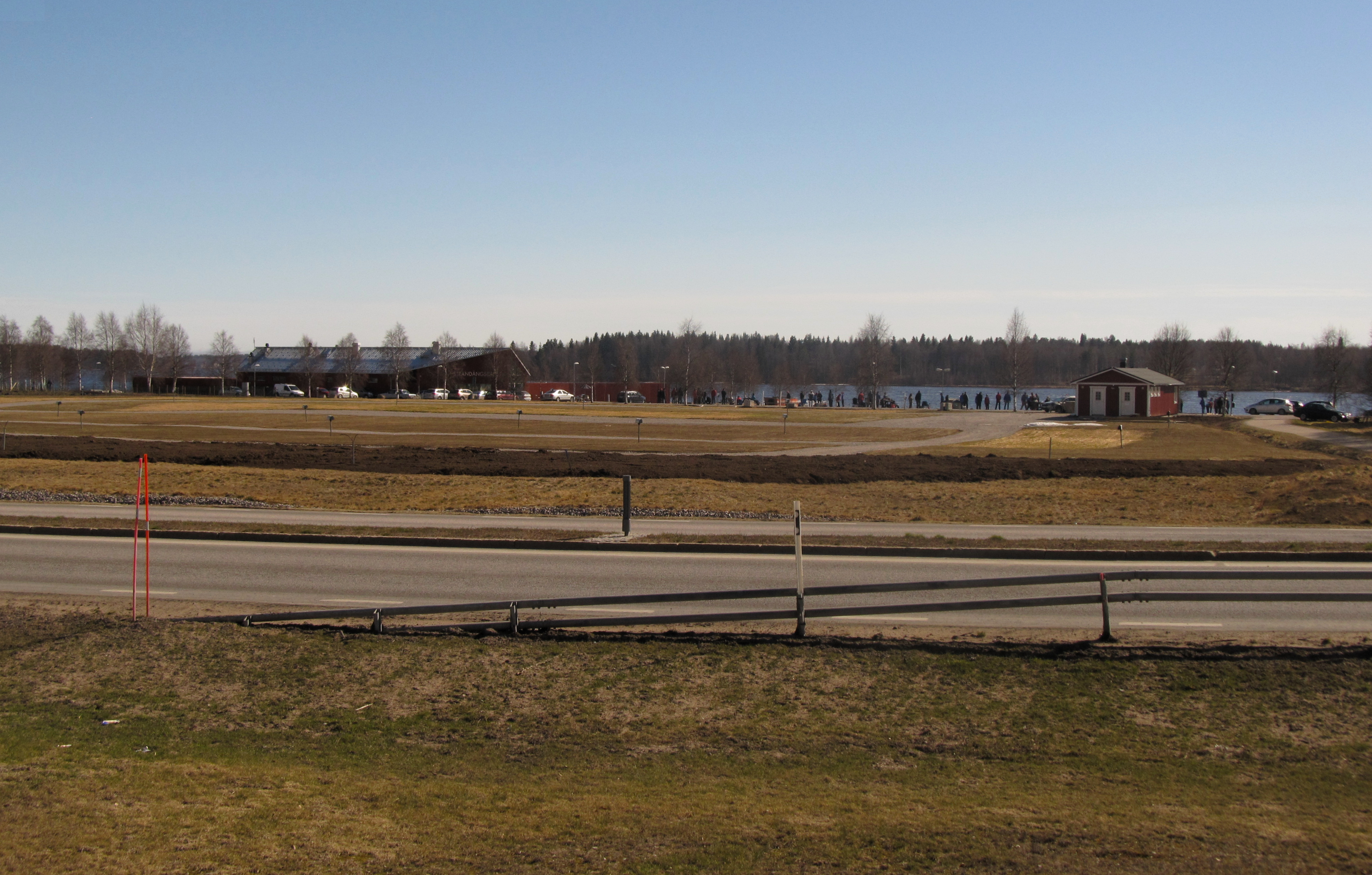
Strandängarna i Kalix centrum med Strandängsbadet till vänster. Kalix bouleklubb brukar ha aktiviteter vid boulebanan.

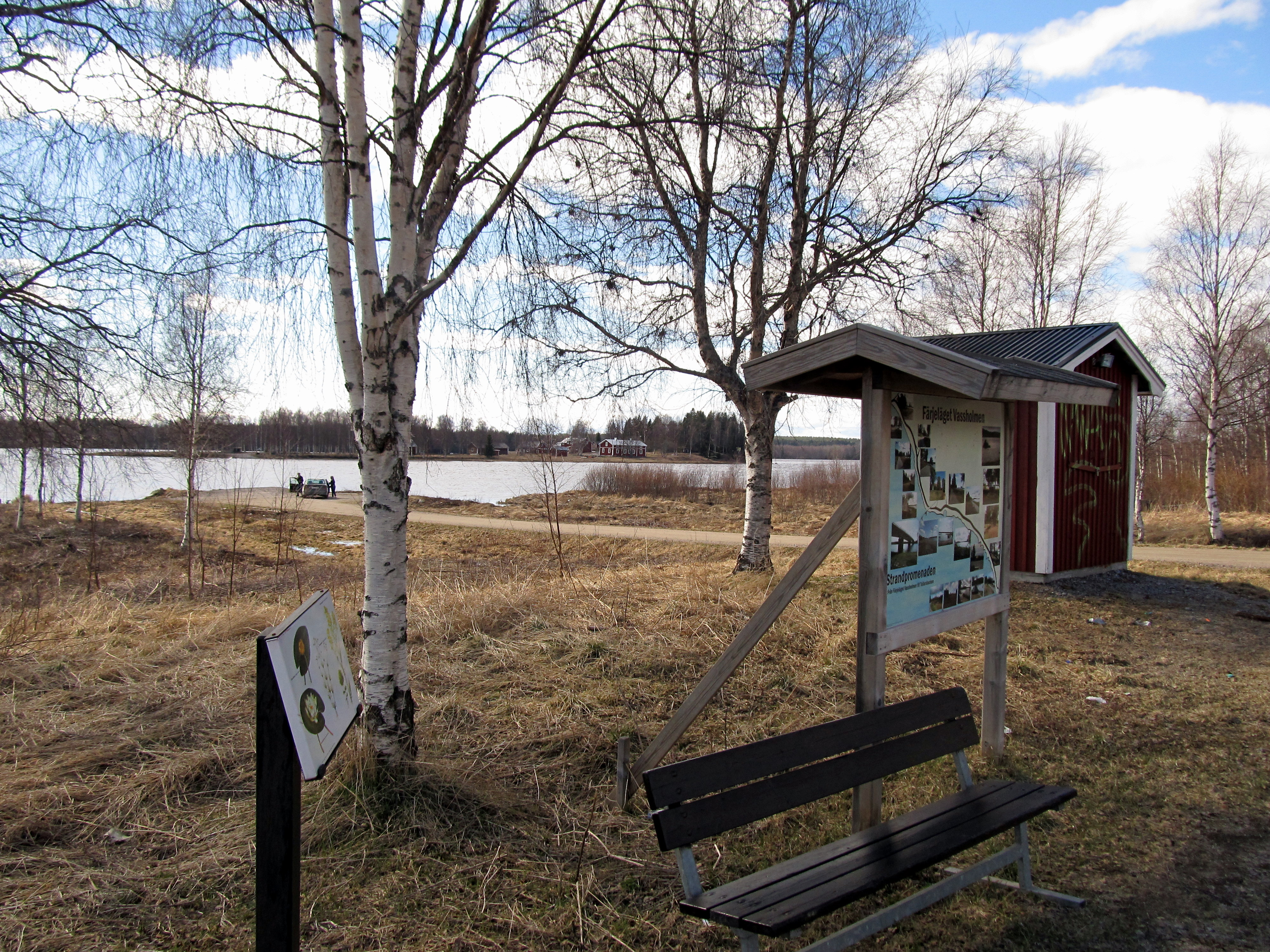
Strandpromenaden i Kalix börjar vid Vassholmens gamla färjeläge. Längs gångstråket finns även informationsskyltar som talar om vilka växter som blommar längs med vägen.

Strandängarna är ett område i Kalix som ligger vid Kalixälvens strandkant. Från området är det promenadavstånd till centrum med gångtunnlar under E4:an och ligger även i anslutning till Kalix Camping. Kalix centrums gästhamn och Kalix fiskemuseum finns också i området. Genom området går gångstråket Strandpromenaden längs med Kalixälven.

## Aktiviteter på Strandängarna

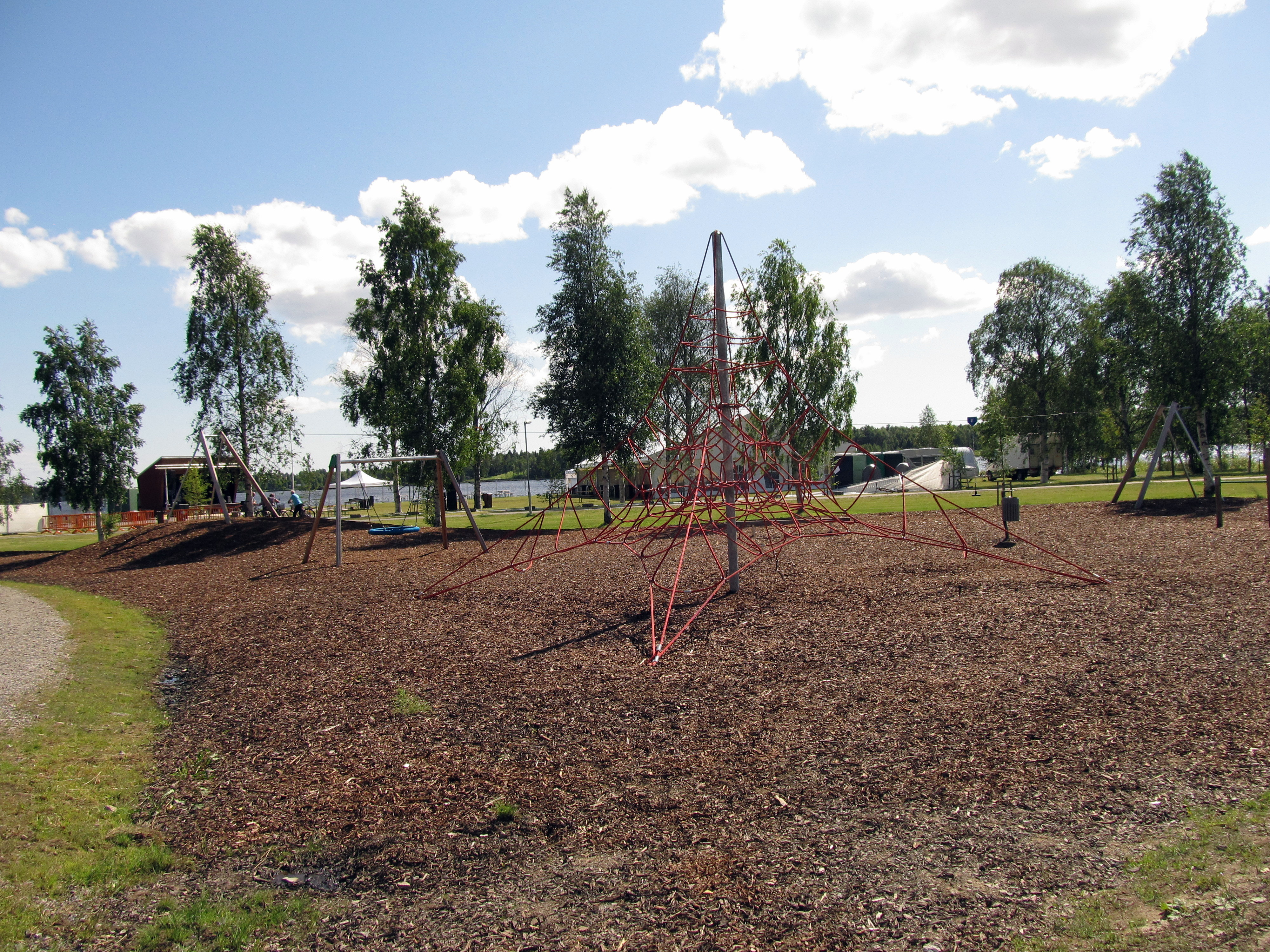
Lekplatsen vid Strandängarna i Kalix. Till vänster syns Strandängesscenen som flyttats till ön Vassholmen i Kalix.

På Strandängarna finns utomhusbadet Strandängsbadet sedan år 2010. Första spadtaget för badet togs den 1 mars 2010, och beräknades vara färdigt till sista juni samma år. Invigningen skedde den 4 juli 2010 med underhållning, uppträdanden och tävlingar. Det finns även två beachvolleybollplaner, en lekpark och boulebana på området.
Sommarfesten anordnades mellan åren 2017-2021 på området och även dess föregångare Kalas Kalix anordnades på Strandängarna.

### Kalix lilla trästad
Sedan år 2018 finns Kalix lilla trästad på plats på Strandängarna. Trästaden består av miniatyrer av gamla hus som funnits i Kalix och en trafikmiljö för yngre barn där man kan köra runt med trampbilar. De kopior som står där är följande: Entretornen vid Furuvallen, Jonssons hus, Gamla busstationen och Palmérs konditori. 
Här har det anordnats julmarknader under år 2018 och 2019.

### Kalix vinterland
Under vintersäsongen kan man åka skridskor, pulka eller skidor i vinterlandet vid Strandängarna. Det brukar göras en pulkabacke och ett kortare skidspår för barn och det finns en anslutning till det vanliga skidspåret. Det finns även en grillplats där.

## Historik
En scen kallad Strandängesscenen fanns på området från år 2012 tills 2018 då den flyttades till ön Vassholmen i Kalix.  Scenen var byggd för mindre grupper och trubadurer och ansågs vara bättre lämpad på ön istället då det där brukar anordnas mindre spelningar.

Ursprungligen bestod Strandängarna bara av ängar med jordbruksmark och lador. Sedan kom E:4an till på 1960-talet och sträckningen gick igenom området istället för att gå igenom centrala Kalix.  